# Вовк Мирослава Петрівна
Миросла́ва Петрі́вна Во́вк (нар. 27 травня 1979 року, Київ) — педагог, кандидат філологічних (2007), доктор педагогічних наук (2014), професор (2022). 

## Біографічні дані
Народилася 27 травня 1979 року в Києві.
У 2001 році закінчила Національний педагогічний університет. Відтоді викладала у Київському університеті економіки і технологій транспорту. 
З 2005 року працює в Інституті педагогічної освіти і освіти дорослих НАПНУ: з 2019 року — завідувач відділу змісту і технологій педагогічної освіти.
Викладає на кафедрі андрагогіки Українського відкритого університету післядипломної освіти.

## Наукова робота
Головний редактор збірника наукових праць «Естетика і етика педагогічної дії» (з 2022 року), член редакційних колегій українських фахових видань з освітніх, педагогічних наук: «Імідж сучасного педагога», «Фізикоматематична освіта», «Академічні студії» (серія «Педагогіка»), літературний редактор збірника матеріалів «Неперервна педагогічна освіта ХХІ століття». Наукові дослідження: становлення фольклористики у класичних університетах України; академічна культура дослідника; професійний розвиток вчителів-філологів, майбутніх докторів філософії; теорія і практика неперервної педагогічної освіти. Стипендіат Кабінету Міністрів України для молодих учених (2014).

### Основні праці
За ЕСУ:
- Фольклористика у класичних університетах України (друга половина ХІХ — перше десятиліття ХХІ ст.): теорія і практика. — К., 2014;
- Академічна культура дослідника в освітньо-культурному просторі університету. — С., 2016 (співавтор);
- Фахова практика майбутнього вчителя-філолога: традиції та інновації: навч. посіб. — К., 2021 (співавтор);
- Ціннісні пріоритети спадщини Григорія Сковороди у сфері неперервної освіти // Вісн. НАПНУ. — 2022. — № 4 (співавтор)[1].

## Джерело
- Л. О. Хомич. Вовк Мирослава Петрівна // Енциклопедія сучасної України / ред. кол.: І. М. Дзюба [та ін.] ; НАН України, НТШ. — К. : Інститут енциклопедичних досліджень НАН України, 2001–2025. — ISBN 966-02-2074-X.